# Paredes de Nava
Paredes de Nava è un comune spagnolo di 2 131 abitanti situato nella comunità autonoma di Castiglia e León.

## Economia
L'economia è legata al settore terziario, all'agricoltura (cereali) e all'allevamento. Sono presenti industrie di trasformazione della carne, di lavaggio della lana, di vasellame, nonché strutture turistiche.

## Galleria d'immagini

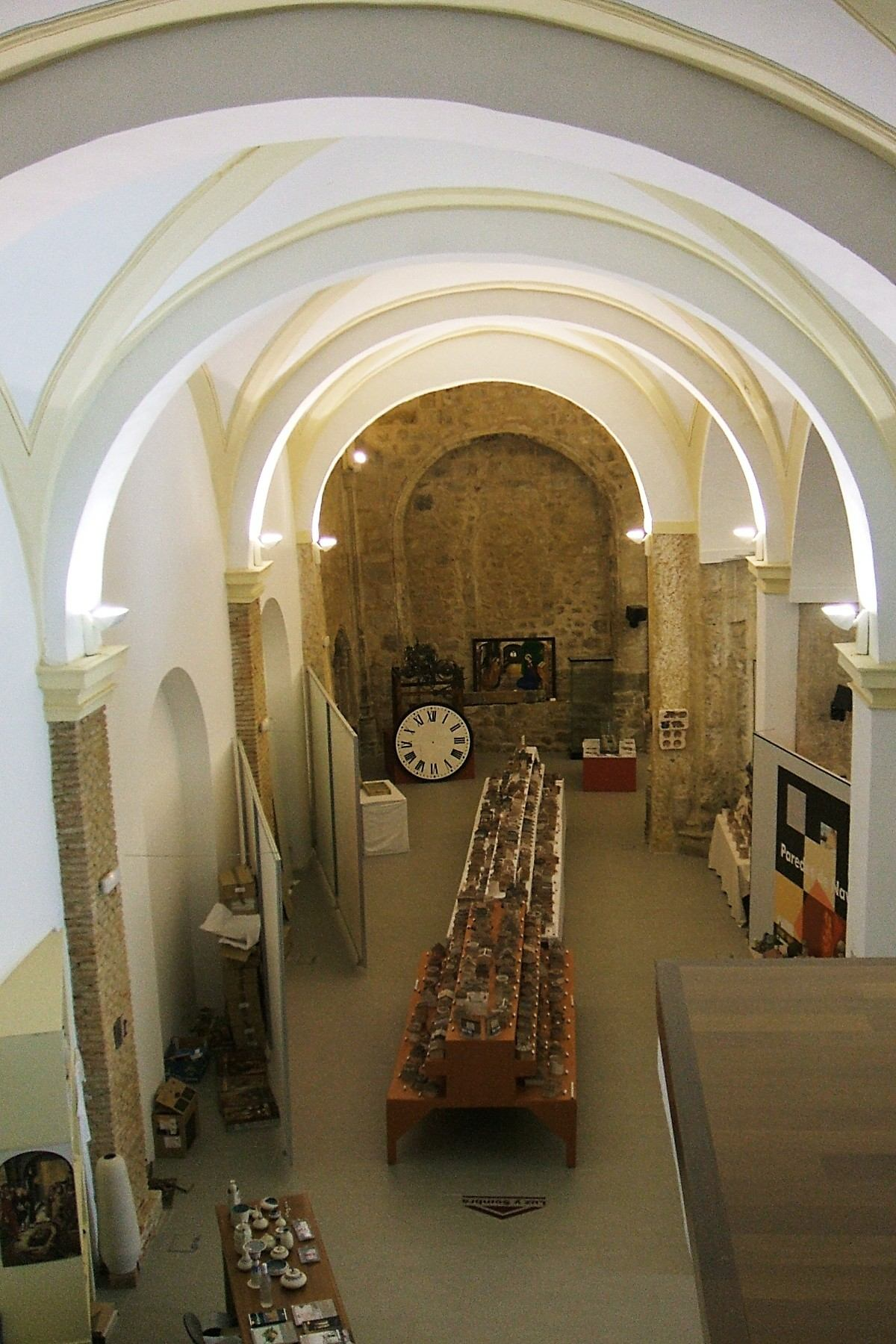
Chiesa di San Martino - Interno
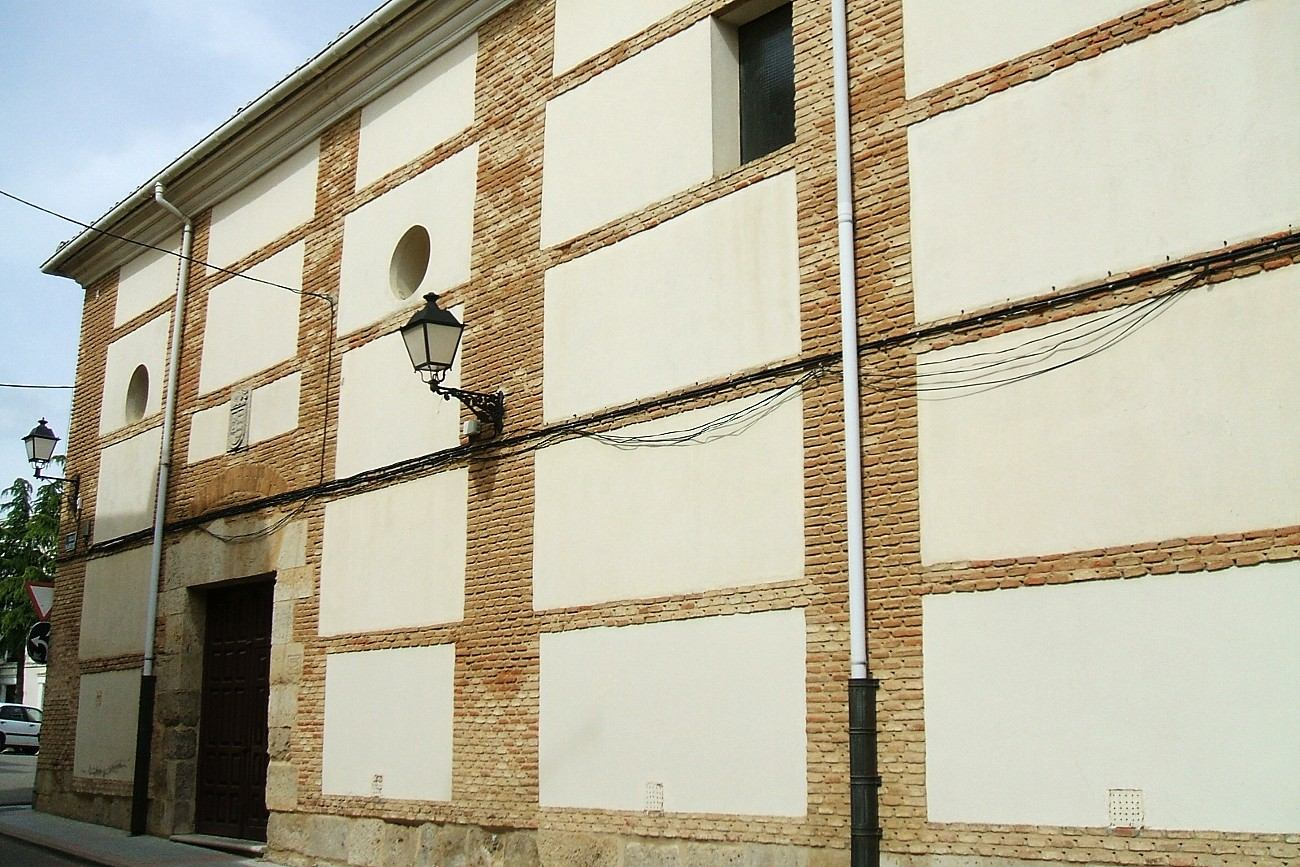
Convento di Santa Brigida